# Monostichoplana filum
Monostichoplana filum är en plattmaskart som först beskrevs av Meixner 1938, och fick sitt nu gällande namn av Ax 1956. Monostichoplana filum ingår i släktet Monostichoplana och familjen Otoplanidae.

## Underarter
Arten delas in i följande underarter:
- M. f. neapolitana
- M. f. filum